# SN 2005db
SN 2005db – supernowa typu IIn odkryta 19 lipca 2005 roku w galaktyce NGC 214. W momencie odkrycia miała maksymalną jasność 17,30m.